# Galop

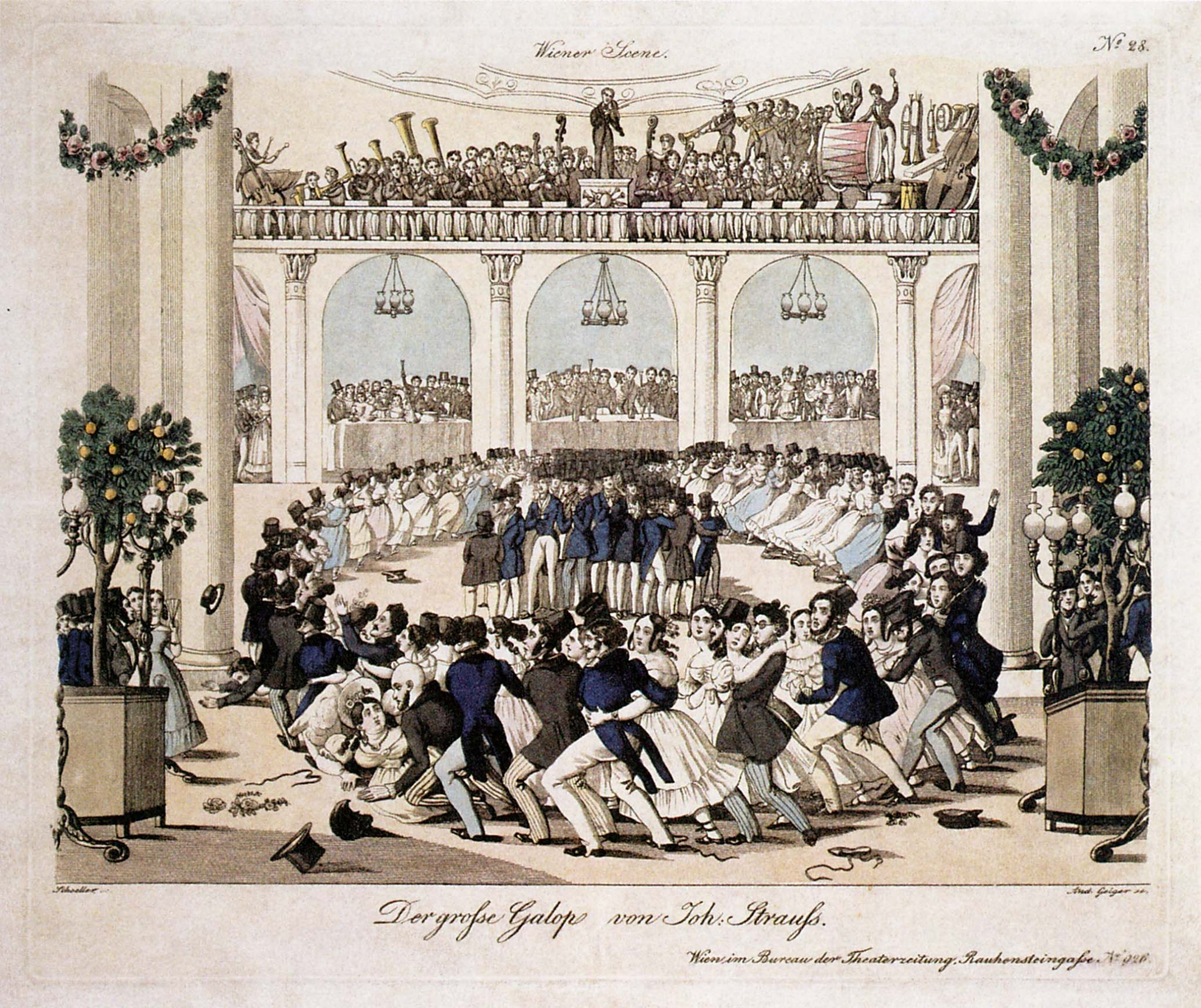
Il Galop

Il galop (abbreviazione di galoppade o galopede) è una danza diffusasi specialmente nel XIX secolo in Francia e Inghilterra.
Il nome deriva per assonanza dal francese galoper, in italiano galoppare, per via del passo di danza movimentato.
Introdotto nei balli durante gli anni venti del 1800, anticipa di una decina d'anni la polka.
Veniva tradizionalmente eseguito per concludere una festa da ballo (da qui la definizione di Galop finale).
Famosi compositori di Galop furono Nino Rota, Šostakovič e soprattutto Johann Strauss (figlio).
Un esempio di Galop si può trovare nell'opera Lo schiaccianoci, nella prima scena del primo atto, o nel balletto Excelsior musicato da Romualdo Marenco.
Il brano più famoso del genere, tuttavia, è quasi sicuramente il Galop infernal di Jacques Offenbach, contenuto nella dissacrante operetta Orfeo all'inferno, universalmente associato agli spettacoli di can-can da quando venne adottato per questo scopo dai celebri cabaret parigini (Moulin Rouge, Folies Bergère, Lido).